# Spherillo obliquipes
Spherillo obliquipes är en kräftdjursart som beskrevs av Gustav Budde-Lund 1904. Spherillo obliquipes ingår i släktet Spherillo och familjen Armadillidae. Inga underarter finns listade i Catalogue of Life.